# Xã Columbia, Quận Hamilton, Ohio
Xã Columbia (tiếng Anh: Columbia Township) là một xã thuộc quận Hamilton, tiểu bang Ohio, Hoa Kỳ. Năm 2010, dân số của xã này là 4.532 người.